# NGC 723
NGC 723 (również NGC 724 lub PGC 7024) – galaktyka spiralna (Sbc), znajdująca się w gwiazdozbiorze Wieloryba.
Odkrył ją William Herschel 26 października 1785 roku. 14 września 1830 roku obserwował ją John Herschel, lecz nie będąc pewnym, czy jest to ten sam obiekt, który obserwował jego ojciec, skatalogował ją po raz drugi. John Dreyer, zestawiając swój katalog, tej pewności również nie miał i skatalogował obie obserwacje jako, odpowiednio, NGC 723 i NGC 724.